# 云南薹草
云南薹草（学名：Carex yunnanensis）是莎草科薹草属的植物，是中国的特有植物。分布于中国大陆的四川、云南等地，生长于海拔1,500米至3,000米的地区，多生在山坡、路边和溪边，目前尚未由人工引种栽培。
其种加词 yunnanensis 意为“云南的”。